# John Minsheu

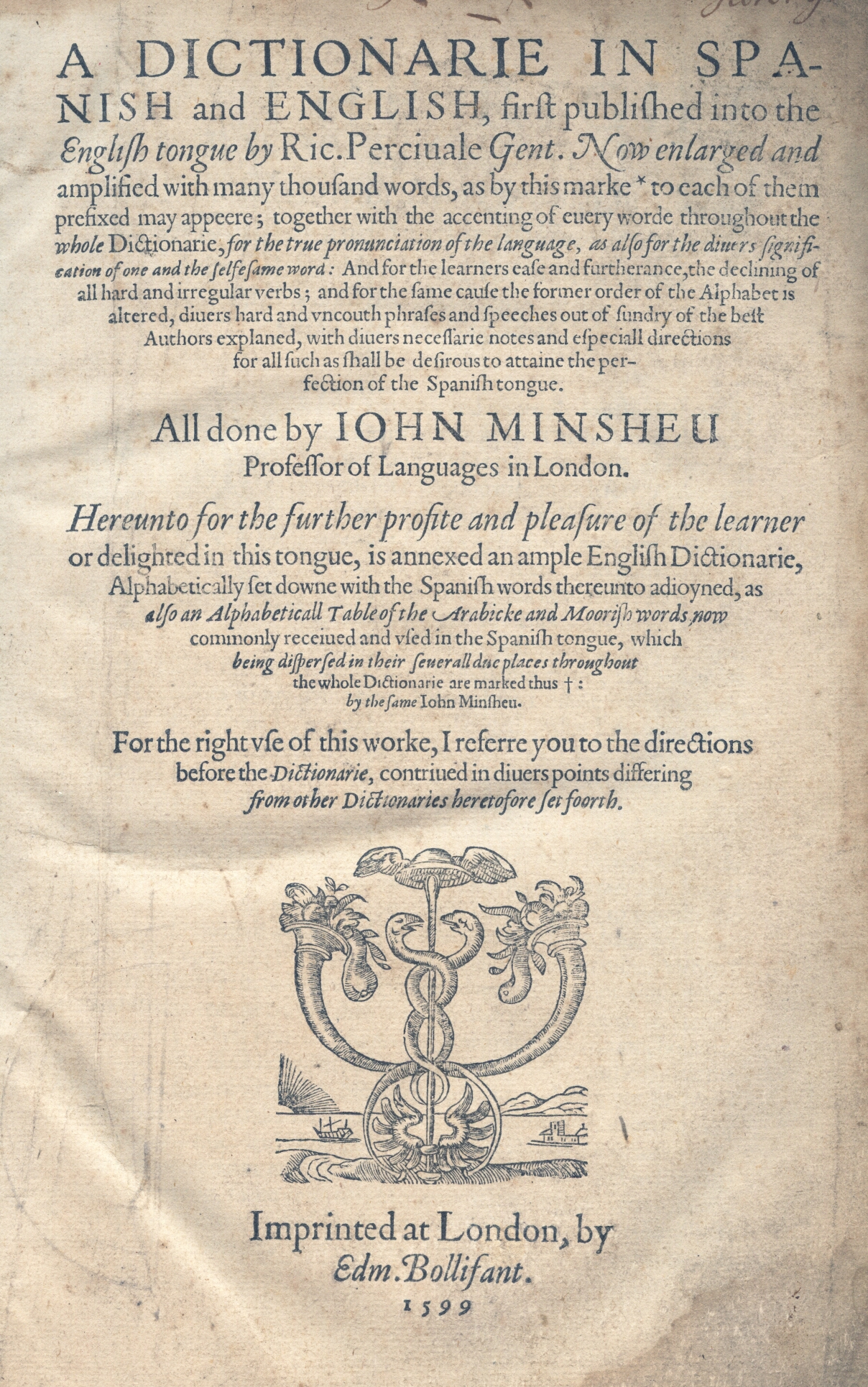
Escaneo primera página del libro "A Dictionarie in Spanish and English", de John Minsheu. Londres, 1599.

John Minsheu (o Minshew) (Londres, 1560-ídem, 1627) fue un hispanista, gramático y lexicógrafo inglés de la época isabelina.
Era maestro de lenguas, casado, con muchos hijos y bastante pobre, por lo que tuvo que solicitar el mecenazgo de varios nobles para poder costear e imprimir sus obras. Le hicieron célebre sus siete Pleasant and Delightfull Dialogues (Londres, 1599, reimpresos en 1623); la obra tuvo tal éxito que fue imitada, plagiada y adaptada por los más autorizados maestros europeos de lengua española de los siglos XVII y XVIII: César Oudin y Juan de Luna en Francia; Lorenzo Franciosini en Italia y Francisco Sobrino en Flandes. La obra siguió utilizándose al menos hasta 1778 y alcanzó casi treinta ediciones entre la obra original y sus derivados francoitalianos.
La obra constaba de tres partes; la más grande estaba formada por un Dictionarie in Spanish and English con su correspondiente e inverso English and Spanish, con cuatrocientas páginas a tres columnas; seguía una segunda parte formada por una Spanish Grammar donde se exponen las partes tradicionales de la Gramática, desde la ortografía y la prosodia hasta la sintaxis. A esta añadió varias páginas de Fraseología con listas de «Words, Phrases, Sentences and Proverbes» tomados de la Diana de Jorge de Montemayor en su edición de 1580, La Celestina (Amberes, 1595), el Lazarillo de Tormes (también de Amberes, 1595), el Menosprecio de Corte (ed. de 1591) y el Marco Aurelio de Fray Antonio de Guevara, y la Floresta española de Melchor de Santa Cruz (Salamanca, 1592), además de refranes populares. La tercera y última parte del curso de lengua española de Minsheu son los Pleasant and Delightfull Dialogues in Spanish and English, unos diálogos bastante amenos, entretenidos y bien escritos en versión bilingüe.
Dámaso Alonso escribió de él que Minsheu plagiaba sin piedad y apenas modificación alguna una serie de obras anteriores: de la Gramática de la lengua vulgar en España de Lovaina (1559), a Percyvall y Stepney. Amado Alonso dice más o menos lo mismo: que al tratar de la pronunciación del español plagia sin aportación alguna al anónimo autor de Lovaina de 1559, a Meurier, a Stepney, a Richard Percivale, a Giovanni Miranda y, sobre todo, a Antonio del Corro, sin cuidarse de las contradicciones resultantes. 
Minsheu siguió escribiendo obras sobre lenguas; la más ambiciosa fue Ductor in Linguas. The Guide into Tongues (Londres, 1617); ofrece la equivalencia de los vocablos ingleses en diez lenguas e incluye un eruditísimo aparato de citas que autorizan las definiciones; usa incluso textos anglosajones y el «Old» y «Middle English», incluyendo, por primera vez en la lexicografía inglesa, el vocabulario de Chaucer. Algunas de sus etimologías originales fueron novedosas y acertadas muchas veces; pero también las plagiaba de John Cowell, un experto jurista inglés que imprimió diez años antes un libro (The Interpretator, 1607) que ofrecía esas etimologías y fue sentenciado al fuego por las veleidades absolutistas de su autor.